# 명태조실록
《명태조실록》(明太祖實錄), 전체 명칭 《대명태조성신문무흠명계운준덕성공통천대효고황제실록》(大明太祖聖神文武欽明啟運俊德成功統天大孝高皇帝實錄)은, 중국 명(明) 왕조의 창업자인 명 태조(明太祖) 홍무제 주원장과 그 아들 건문제(建文帝) 주윤문 이렇게 두 황제의 사적을 기록한 것으로 《명실록》의 하나이다. 
명실록은 훗날 청 왕조에서 편찬된 명 왕조의 정사인 《명사》(明史)의 근거 자료가 되었는데, 《명사》예문지(艺文志)에는 《명태조실록》이 모두 257권이 있다고 전하고 있다. 

## 개요
홍무제가 사망하고 이듬해인 건문(建文) 원년(1399년) 동륜(董倫) 등이 처음으로 《명태조실록》을 편수하였으며, 해진(解缙) 등이 영락(永樂) 원년(1403년)에 칙지를 받들어 다시금 중수, 9년(1411년) 요광효(姚廣孝)와 하원길(夏原吉)의 감수 아래 호광(胡廣) 등이 또 다시 편수를 맡아 영락 16년(1418년)에 완성되었다.
《명태조실록》은 홍무제 주원장이 처음으로 백련교도의 난에 가담해 반원 봉기를 시작한 원 지정(至正) 신묘년(1351년)부터 홍무제가 사망하는 홍무(洪武) 31년 무인(1398년)까지 전후 48년에 이르는 시간을 다루고 있으며, 만력(萬曆) 때에 양천민(楊天民) 등의 청구로 건문제의 사적이 뒤에 부록으로 붙었다.

## 논쟁
《명태조실록》은 홍무제 사망 뒤에 즉위한 건문제 때에 즉시 편수 및 개찬이 이루어졌고, 연왕(燕王) 주체(朱棣)가 정난의 변(靖難之變)이라는 쿠데타를 일으켜 즉위한 뒤에 《명태조실록》의 중수를 명하였는데, 이 과정에서 홍무제나 영락제에 대한 많은 부정적인 역사적 사실이 왜곡되거나 숨겨지게 되었다고 오랫동안 많은 사람들에 의해 여겨져 왔다. 그 가운데 하나를 예로 들면 연왕 주체의 생모에 대한 문제로, 실록에는 연왕 주체가 홍무제의 정실인 효자고황후 마씨의 소생으로서 홍무제의 적자로 기록되어 있다. 그러나 명 말기 이래로 이 기록의 정확성에 대한 회의를 품는 사람들이 있어 왔고, 연왕 주체는 실제로는 효자고황후 마씨의 소생이 아닌 것으로 인정되고 있다.

## 같이 보기
- 명실록
- 명태종실록